# 発熱量
発熱量（はつねつりょう）は、一定の単位の燃料が完全燃焼するときに発生する熱量のこと。kcal/kgやkJ/kg、J/molのように、物質の単位あたりのエネルギーの単位で表される。一般にボンベ熱量計を用いて測定される。それぞれの燃料に固有の値を持ち、燃料の性能を表すもっとも重要な指標である。主に可燃性液体を扱うときに使われ、単位発熱量あたりで値段が比較されることが多い。

## 発熱量の種類

### 高発熱量
高発熱量（高位発熱量）もしくは総発熱量は、燃焼後の生成物を燃焼前の温度に戻し、生成した水蒸気がすべて凝縮した場合の発熱量である。燃焼で生成された水が液体で存在するような一般的な温度で燃焼反応のエンタルピー変化を想定しているため、総発熱量は燃焼熱に等しい値となる。熱量計で測定される熱量は高発熱量である。

### 低発熱量
低発熱量（低位発熱量）もしくは真発熱量は、燃料中の水素から生成する水および本来含まれている水分の蒸発熱を高発熱量から差し引いたものである。すなわち、生成した H2O はすべて水蒸気として計算されるため、水を蒸発させるのに必要な蒸発潜熱は含まれない。燃焼ガス温度の計算には通常、低発熱量が用いられる。
高発熱量Hh と低発熱量Hl の関係は以下で示される。
気体燃料の場合
{\displaystyle H_{l}=H_{h}-H_{\mathrm {w} }\left(h_{2}+2ch_{4}+2c_{2}h_{4}+{\frac {y}{2}}c_{x}h_{y}\right)}
ここで
- Hw ：水蒸気 1 m3N の蒸発潜熱、2.0 MJ/m3N
- h2 ,  ch4 , c2h4 , cxhy ：それぞれ気体燃料中の水素、メタン、エチレン、炭化水素の組成

を示す。
液体および固体燃料の場合
{\displaystyle H_{l}=H_{h}-H'_{\mathrm {w} }(9h+w)}
ここで
- H'w ：水 1 kg の蒸発潜熱、2.5 MJ/kg
- h , w ：それぞれ燃料中の水素および水分の組成

を示す。

## さまざまな燃料の熱量
| 燃料          | 高発熱量 （MJ/kg） | 高発熱量 （BTU/lb） | 高発熱量 （kJ/mol） | 低発熱量 (MJ/kg) |
| ------------- | ------------------ | ------------------- | ------------------- | ---------------- |
| 水素          | 141.80             | 61,000              | 286                 | 121.00           |
| メタン        | 55.50              | 23,900              | 889                 | 50.00            |
| エタン        | 51.90              | 22,400              | 1,560               | 47.80            |
| プロパン      | 50.35              | 21,700              | 2,220               | 46.35            |
| ブタン        | 49.50              | 20,900              | 2,877               | 45.75            |
| ペンタン      |                    |                     |                     | 45.35            |
| ガソリン      | 47.30              | 20,400              |                     | 44.4             |
| パラフィン    | 46.00              | 19,900              |                     | 41.50            |
| ケロシン≒灯油 | 46.20              | 19,862              |                     | 43.00            |
| 軽油          | 44.80              | 19,300              |                     | 43.4             |
| 石炭 (無煙炭) | 27.00              | 14,000              |                     |                  |
| 石炭 (亜炭)   | 15.00              | 8,000               |                     |                  |
| 木（MAF）     | 21.70              | 9,400               |                     |                  |
| 湿った泥炭    | 6.00               | 2,500               |                     |                  |
| 乾いた泥炭    | 15.00              | 6,500               |                     |                  |

| 燃料                     | MJ/kg | BTU/lb | kJ/mol  |
| ------------------------ | ----- | ------ | ------- |
| メタノール               | 22.7  | 9,800  | 725.7   |
| エタノール               | 29.7  | 12,800 | 1,367.6 |
| 1-プロパノール           | 33.6  | 14,500 | 2,020.0 |
| 2-プロパノール           | 33.4  |        | 2,006.9 |
| アセチレン               | 49.9  | 21,500 | 1,300.0 |
| ベンゼン                 | 41.8  | 18,000 | 3,270.0 |
| アンモニア               | 22.5  | 9,690  | 382.0   |
| ヒドラジン               | 19.4  | 8,370  | 622.0   |
| ヘキサメチレンテトラミン | 30.0  | 12,900 | 4,200.0 |
| 炭                       | 32.8  | 14,100 | 393.5   |

| 燃料          | kJ/g  | kcal/g | BTU/lb |
| ------------- | ----- | ------ | ------ |
| 水素          | 141.9 | 33.9   | 61,000 |
| ガソリン      | 47.0  | 11.3   | 20,000 |
| 軽油          | 45.0  | 10.7   | 19,300 |
| エタノール    | 29.7  | 7.1    | 12,000 |
| プロパン      | 49.9  | 11.9   | 21,000 |
| ブタン        | 49.2  | 11.8   | 21,200 |
| 木            | 15.0  | 3.6    | 6,000  |
| 石炭 (亜炭)   | 15.0  | 4.4    | 8,000  |
| 石炭 (無煙炭) | 27.0  | 7.8    | 14,000 |
| 天然ガス      | 54.0  | 13.0   | 23,000 |

なお炭、一酸化炭素、硫黄などは燃焼時水を生成しないため高発熱量と低発熱量の値は等しい。

## 天然ガスの高発熱量
国際エネルギー機関は2011年に天然ガスの高発熱量を公表したが、各国の計測値が分散している。
- オランダ: 33,339 kJ/m³
- サウジアラビア: 38,000 kJ/m³
- アメリカ: 38,192 kJ/m³
- ロシア: 38,230 kJ/m³
- カナダ: 38,430 kJ/m³
- 中国: 38,931 kJ/m³
- イラン: 39,356 kJ/m³
- ノルウェー: 39,650 kJ/m³
- インドネシア: 40,600 kJ/m³
- カタール: 41,400 kJ/m³

国際エネルギー機関は2005年にも同じデータを公表した。2011年のデータに含まれず2005年のデータに含まれる国のデータを以下に記する。
- パキスタン: 34,900 kJ/m³
- バングラデシュ: 36,000 kJ/m³
- ウズベキスタン: 37,889 kJ/m³
- カナダ: 38,200 kJ/m³
- イギリス: 39,710 kJ/m³
- アルジェリア: 42,000 kJ/m³

なお天然ガスの低発熱量は高発熱量の90%程度である。